# پیناوو
پیناوو (به انگلیسی: Painavu) یک منطقهٔ مسکونی در هند است که در بخش ایدوکی واقع شده‌است.